# US Open Series
Le US Open Series sono una serie di tornei tennistici, che si disputano tra la fine di luglio ed il mese di agosto negli Stati Uniti d'America prima dello svolgimento del torneo degli US Open, valido come prova del Grande Slam.
Lo scopo di questa serie di tornei è quello di eleggere il giocatore e la giocatrice che meglio si sono comportati nella stagione tennistica sul cemento all'aperto americano, per poi premiarlo con un montepremi bonus al termine degli US Open di Flushing Meadows. Il bonus guadagnato dipende dall'esito degli US Open: nel caso il vincitore della serie vinca anche gli US Open il bonus raggiunge il suo massimo di 1.000.000 di dollari.
I tornei che contribuiscono a formare questa classifica sono quelli di Washington, Winston Salem, Atlanta ed i due Master Series degli Open del Canada e di Cincinnati per gli uomini, mentre per le donne oltre agli Open del Canada formano la speciale classifica i tornei di Cincinnati, Washington, Stanford e New Haven. Occorre disputare un minimo di due tornei per far parte della classifica.

## Risultati allo US Open Series e allo US Open
Di seguito sono elencati i risultati degli ultimi anni allo US Open Series e il conseguente piazzamento allo US Open dei primi tre giocatori in classifica nello US Open Series.
| Risultati all'US Open | Risultati all'US Open         | Risultati all'US Open | Risultati all'US Open                    |
| --------------------- | ----------------------------- | --------------------- | ---------------------------------------- |
| A                     | non ha partecipato            | #T                    | sconfitto nei primi turni (dal 1T al 4T) |
| QF                    | sconfitto ai quarti di finale | SF                    | semifinalista                            |
| F                     | finalista                     | V                     | vincitore                                |

| Anno | Giocatore (ATP Tour)     | Punti | Risultato | Giocatrice (WTA Tour)  | Punti | Risultato |
| ---- | ------------------------ | ----- | --------- | ---------------------- | ----- | --------- |
| 2004 | 1. Lleyton Hewitt        | 155   | F         | 1. Lindsay Davenport   | 100   | SF        |
| 2004 | 2. Andy Roddick          | 155   | QF        | 2. Amélie Mauresmo     | 100   | QF        |
| 2004 | 3. Andre Agassi          | 123   | QF        | 3. Elena Lichovceva    | 70    | 1T        |
| 2005 | 1. Andy Roddick          | 120   | 1T        | 1. Kim Clijsters       | 225   | V         |
| 2005 | 2. Andre Agassi          | 105   | F         | 2. Mary Pierce         | 100   | F         |
| 2005 | 3. Rafael Nadal          | 100   | 3T        | 3. Amélie Mauresmo     | 80    | QF        |
| 2006 | 1. Andy Roddick          | 147   | F         | 1. Ana Ivanović        | 127   | 3T        |
| 2006 | 2. Fernando González     | 124   | 3T        | 2. Marija Šarapova     | 122   | V         |
| 2006 | 3. Andy Murray           | 105   | 4T        | 3. Kim Clijsters       | 120   | A         |
| 2007 | 1. Roger Federer         | 170   | V         | 1. Marija Šarapova     | 122   | 3T        |
| 2007 | 2. James Blake           | 167   | 4T        | 2. Jelena Janković     | 107   | QF        |
| 2007 | 3. Andy Roddick          | 112   | QF        | 3. Patty Schnyder      | 97    | 3T        |
| 2008 | 1. Rafael Nadal          | 145   | SF        | 1. Dinara Safina       | 170   | SF        |
| 2008 | 2. Andy Murray           | 145   | F         | 2. Marion Bartoli      | 90    | 4T        |
| 2008 | 3. Juan Martín del Potro | 140   | QF        | 3. Dominika Cibulková  | 85    | 3T        |
| 2009 | 1. Sam Querrey           | 175   | 3T        | 1. Elena Dement'eva    | 170   | 2T        |
| 2009 | 2. Andy Murray           | 145   | 4T        | 2. Flavia Pennetta     | 140   | QF        |
| 2009 | 3. Juan Martín del Potro | 140   | V         | 3. Jelena Janković     | 140   | 2T        |
| 2010 | 1. Andy Murray           | 170   | 3T        | 1. Caroline Wozniacki  | 185   | SF        |
| 2010 | 2. Roger Federer         | 170   | SF        | 2. Kim Clijsters       | 125   | V         |
| 2010 | 3. Mardy Fish            | 140   | 4T        | 3. Svetlana Kuznecova  | 115   | 4T        |
| 2011 | 1. Mardy Fish            | 230   | 4T        | 1. Serena Williams     | 170   | F         |
| 2011 | 2. Novak Đoković         | 170   | V         | 2. Agnieszka Radwańska | 130   | 2T        |
| 2011 | 3. John Isner            | 140   | QF        | 3. Marija Šarapova     | 130   | 3T        |
| 2012 | 1. Novak Đoković         | 170   | F         | 1. Petra Kvitová       | 215   | 4T        |
| 2012 | 2. John Isner            | 140   | 3T        | 2. Li Na               | 170   | 3T        |
| 2012 | 3. Sam Querrey           | 135   | 3T        | 3. Dominika Cibulková  | 100   | 3T        |
| 2013 | 1. Rafael Nadal          | 200   | V         | 1. Serena Williams     | 170   | V         |
| 2013 | 2. John Isner            | 185   | 3T        | 2. Viktoryja Azaranka  | 145   | F         |
| 2013 | 3. Juan Martín del Potro | 130   | 2T        | 3. Agnieszka Radwańska | 130   | 4T        |
| 2014 | 1. Milos Raonic          | 280   | 4T        | 1. Serena Williams     | 480   | V         |
| 2014 | 2. John Isner            | 200   | 3T        | 2. Angelique Kerber    | 150   | 3T        |
| 2014 | 3. Roger Federer         | 170   | SF        | 3. Agnieszka Radwańska | 125   | 2T        |